# 타본 동굴
타본 동굴(Tabon Caves)은 필리핀 팔라완섬의 남서부에 위치한 케손 자치구의 북쪽에 있는 리푸운 포인에 위치한 일련의 동굴들을 일컫는다. 이것들은 필리핀 문명의 요람이라고 말해진다. 타본 동굴이라는 이름은 타본 무덤새의 이름을 따서 지은 것이다. 남쪽으로는 케손 타운이 있고, 서쪽으로는 파니티안 바랑가이가 있고, 북동쪽으로는 남중국해가 있다. 215개의 알려진 동굴 중 29개가 탐사되었고, 이것들 중 일곱 개는 일반에 공개되어 있다. 이 일곱개는 타본, 디와타, 이강, 그리고 리양 동굴이다. 필리핀에서 발견된 가장 오랜 인류의 뼈조각 중 하나로 밝혀진 타본 원인은 이곳에서 1962년 발견되었다. 발굴되어, 검증을 거치지 않은 다른 유물들은 현지에 보관되어 있다.
그 복합 유적지는 필리핀 국립 박물관에 의해 관리되고 있으며, 2011년 문화재국에 의해 국보 문화재로 지정되었다.

## 고고학적 발견

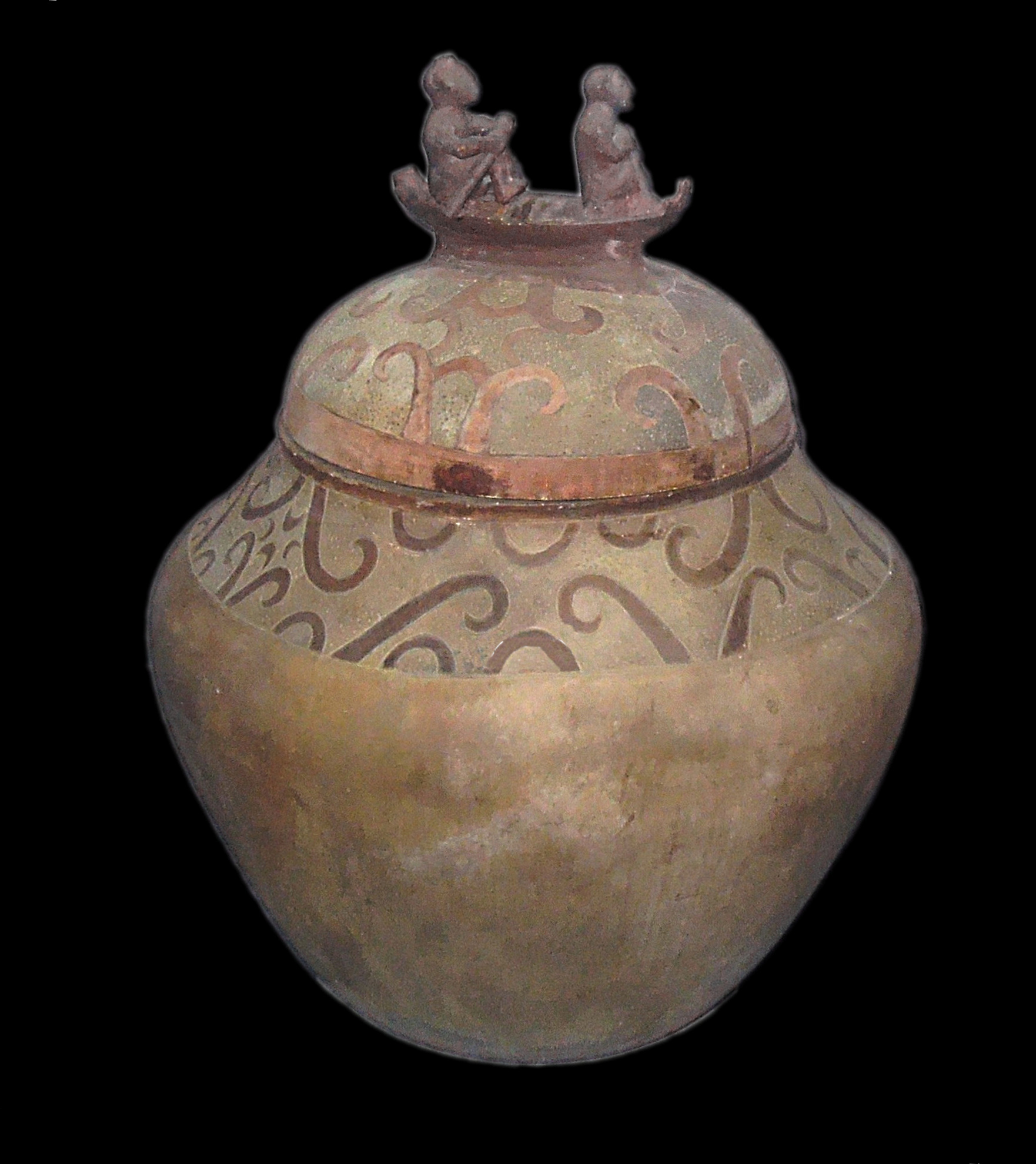
마눙굴 매장 도기

이 동굴들은 1962년 필리핀 국립 박물관에서 파견된 로버트 B. 팍스 박사 팀에 의해 연구되었다. 이 동굴에서 가장 위대한 발견품은 타본 원인의 두개골 뼈였다. 이것은 약 22,000-24,000년 전의 것으로 추정되었다. 폭스 박사 팀은 1500개 이상의 매장 도기를 발견했다. 그 중 한 도기인 마눙굴 도기는 국보급 문화재로 간주된다. 다른 유물로는 도기, 옥장식품, 보석, 많은 돌 도구, 동물 뼈, 그리고 필리핀에서 발견된 가장 초기의 47,000년 전의 인류 화석 등이 있다. 고고학적 발견은 5만에서 700년 전의 주거를 가리키고 있다. 보존된 석회석의 형성물질은 마이오세 중기의 2500만 년전으로 거슬러 올라간다.
138 헥타아르를 차지하는 섬인 리푸운 포인트 보호구역은 망그로브 숲으로 팔라완섬과 연결되어 있다. 이곳은 1972년 박물관 유적지 보호구역으로 지정되었고, 1991년에는 그 자연적, 문화적 유산으로 인해 우선 관광 개발 구역이 되었다.
최근에는 이전에 수집된 샘플들의 심층 분석 외의 사실 검증으로 이곳 전체를 더 잘 이해할 수 있게 되었다. 방사성동위원소 연대 예측 기법은 3만년에서 9천년 전에 지속적인 주거가 있어 왔음을 보여줄 수 있게 되었다. 바위 조각과 더불어 인간 유물, 망치 그리고 다른 돌 도구들은 이 동굴이 작업장으로 사용되었음을 가리키고 있다.

## 화보

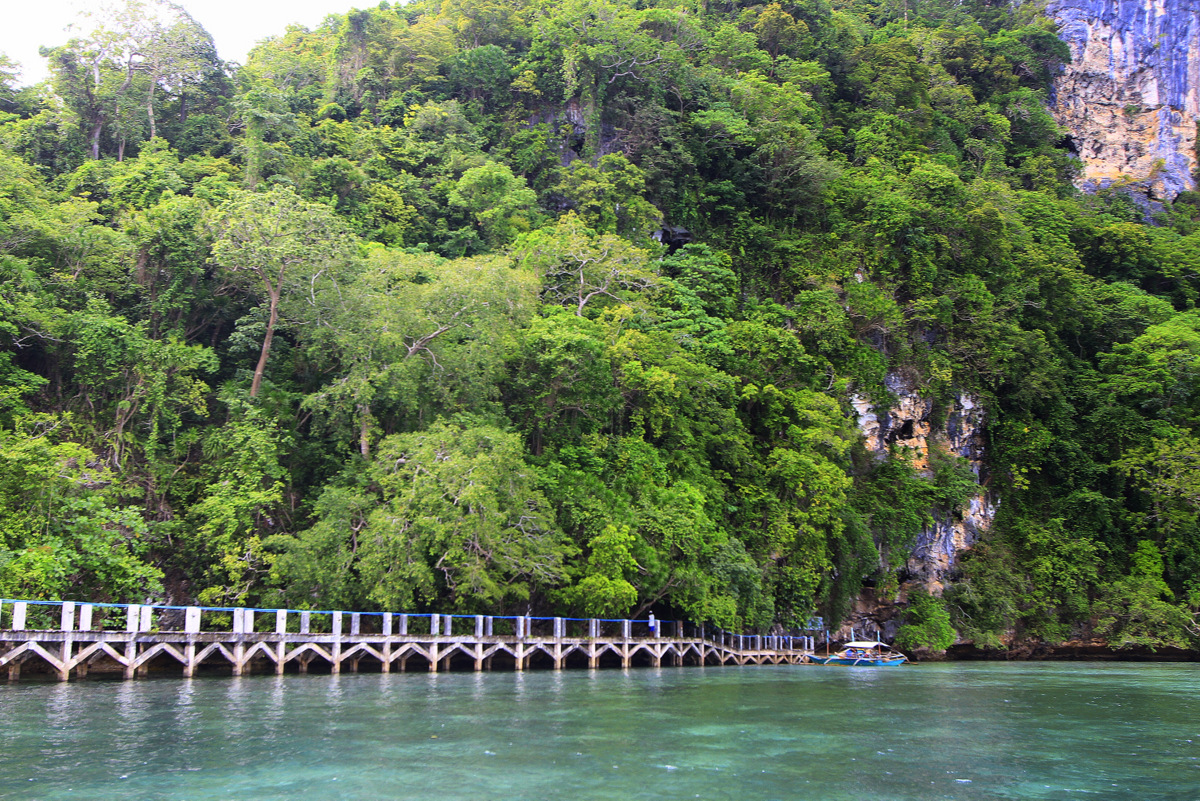
단지 입구와 부두
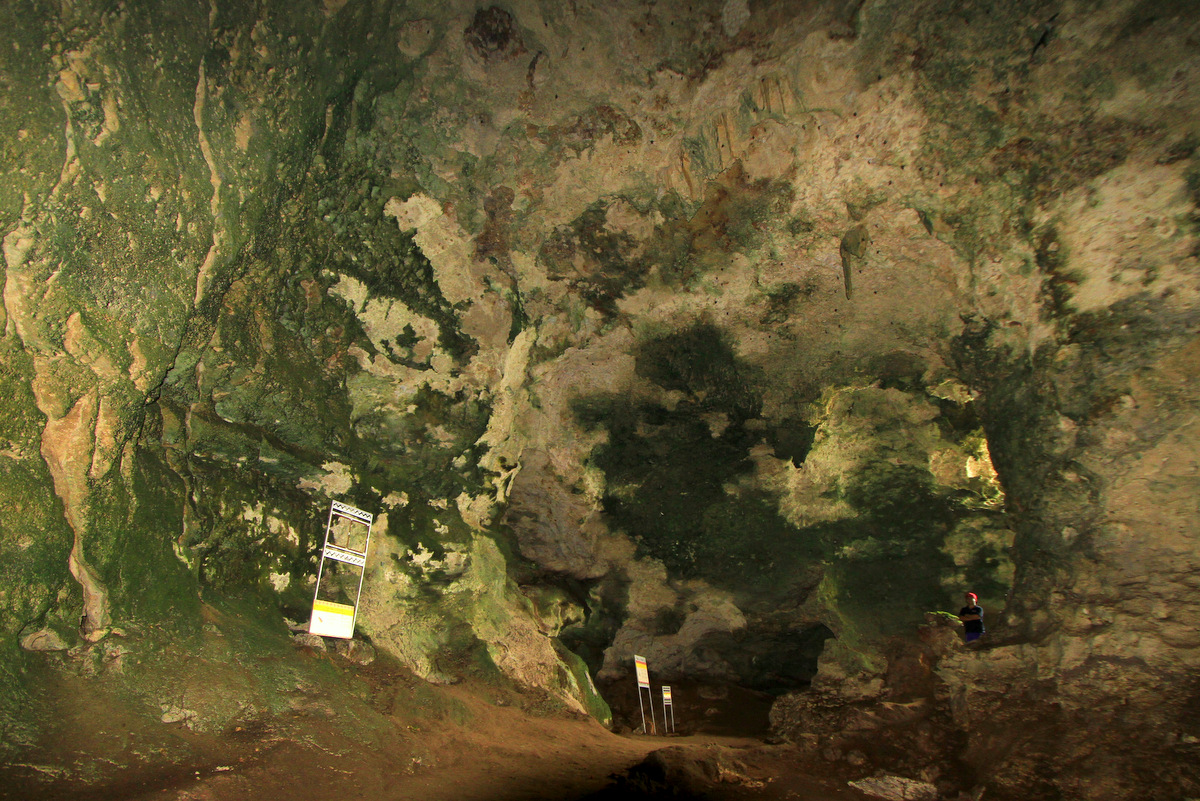
타본 동굴 복합 유적지의 석실 중 하나
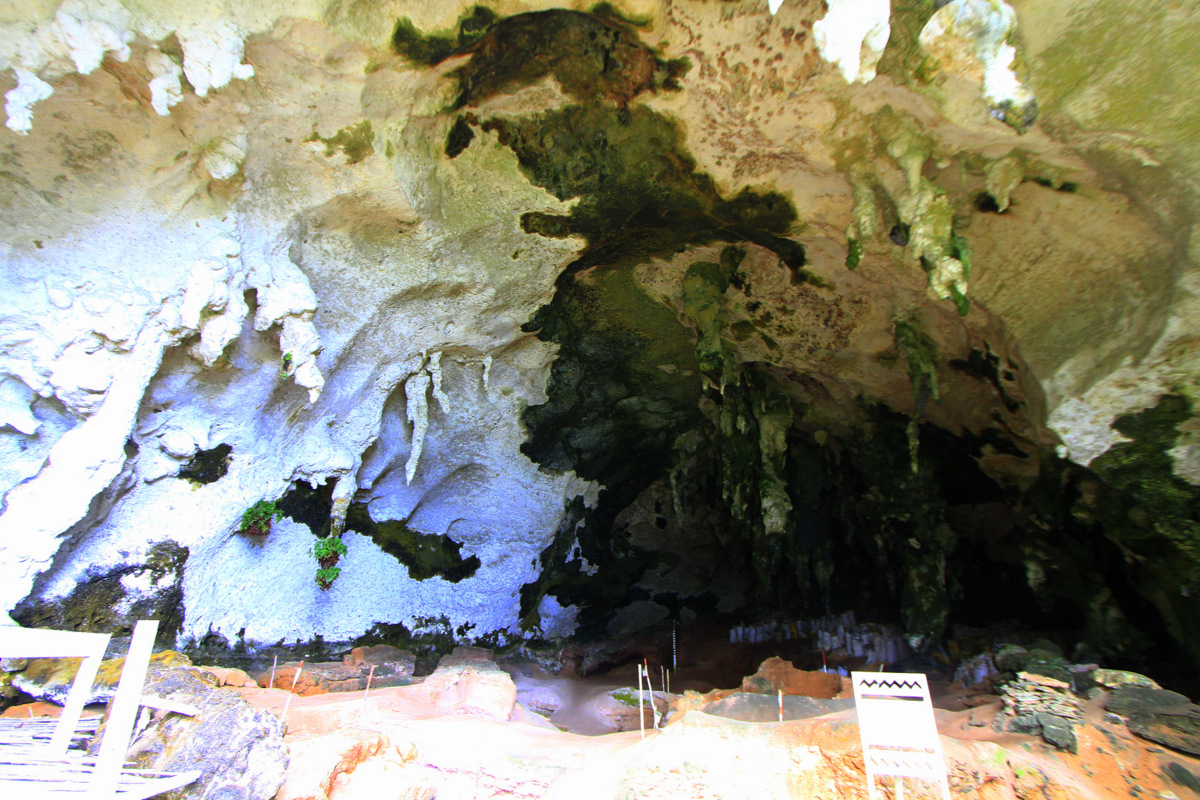
타본 동굴 재건 작업
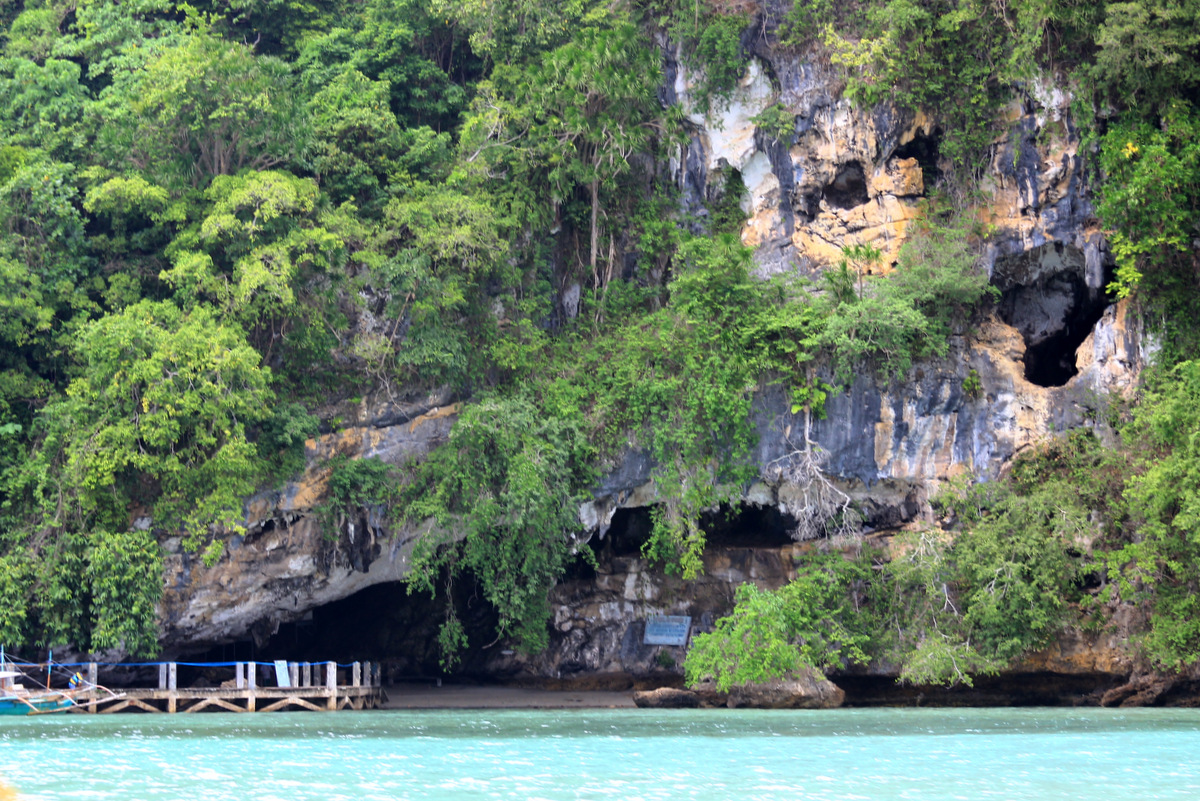
팔라완섬, 케손의 리푸운 포인트에서 본 경치
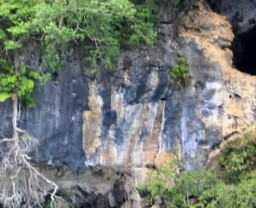
오래된 상어 부조 위의 도기 매장지
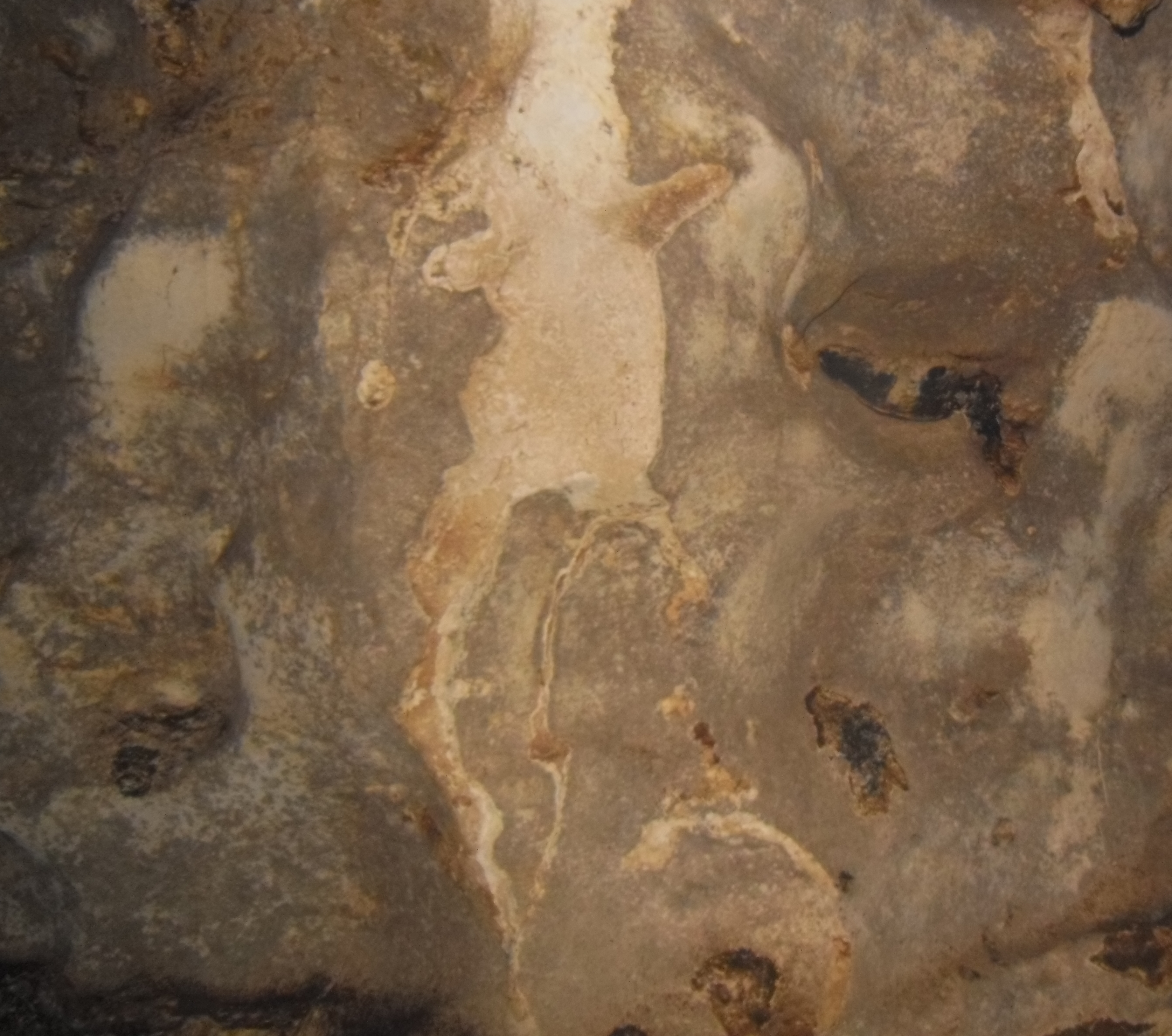
벽면 부조
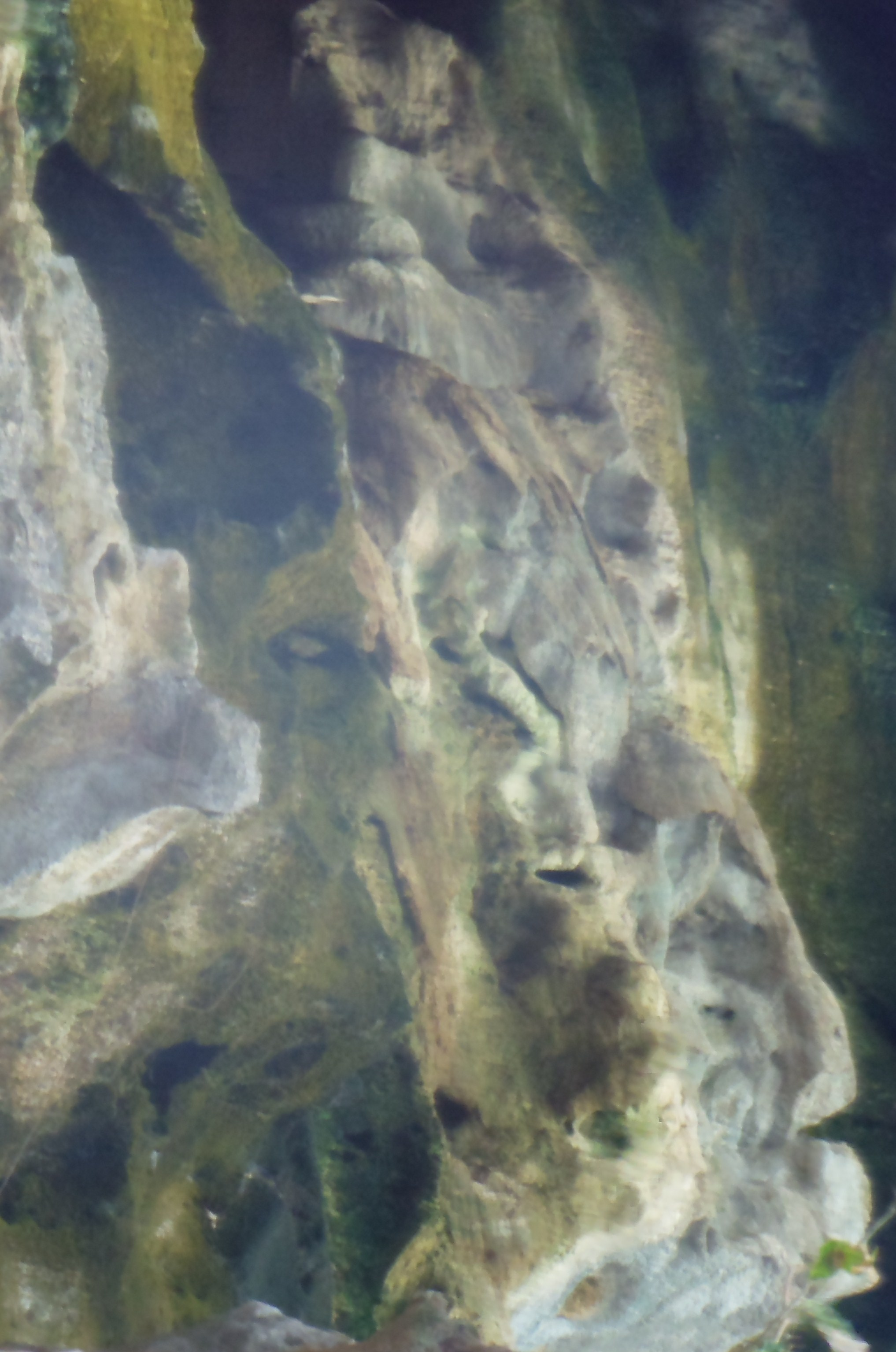
입구의 조각품
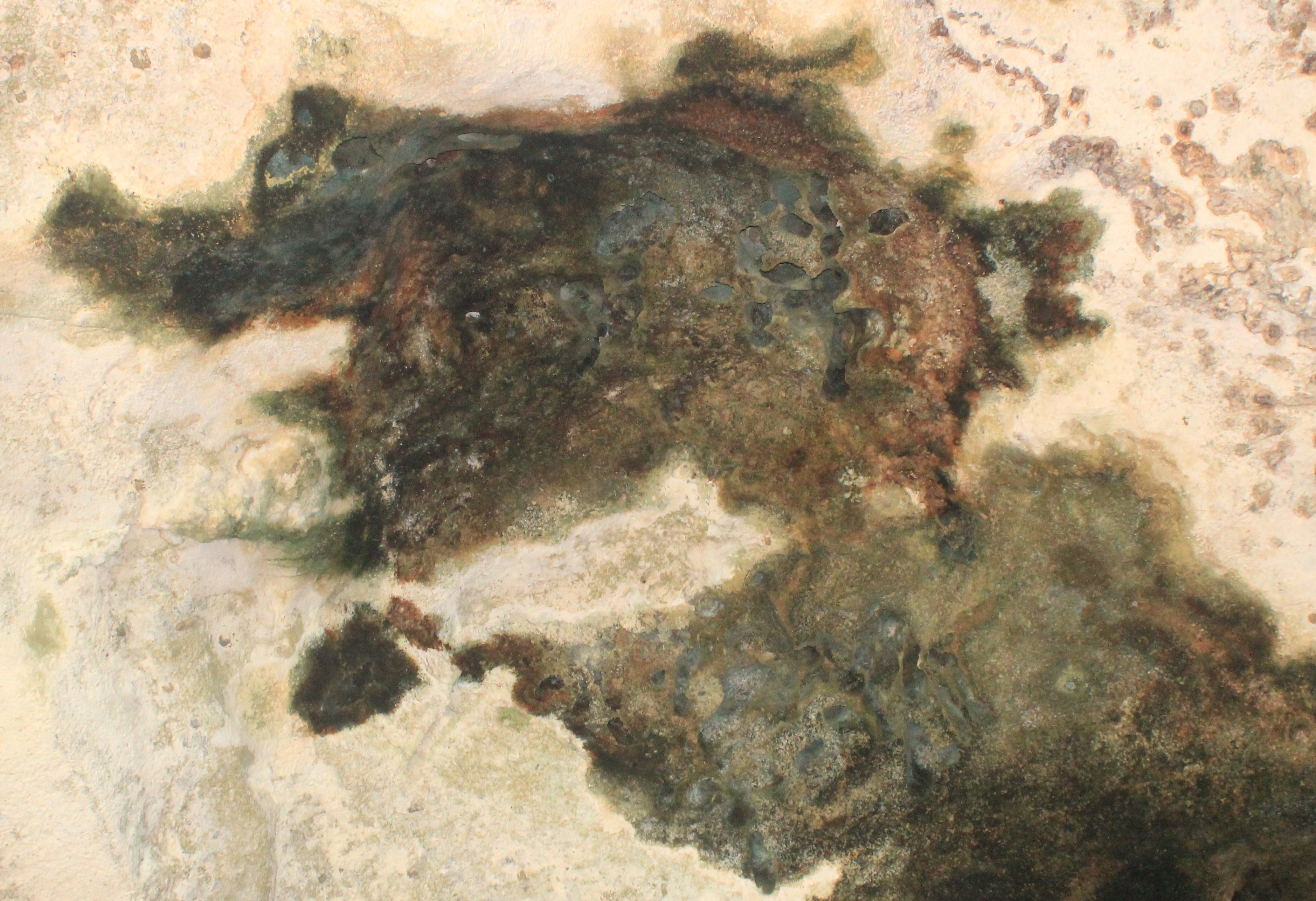
타본 동굴 위의 짙은 얼룩
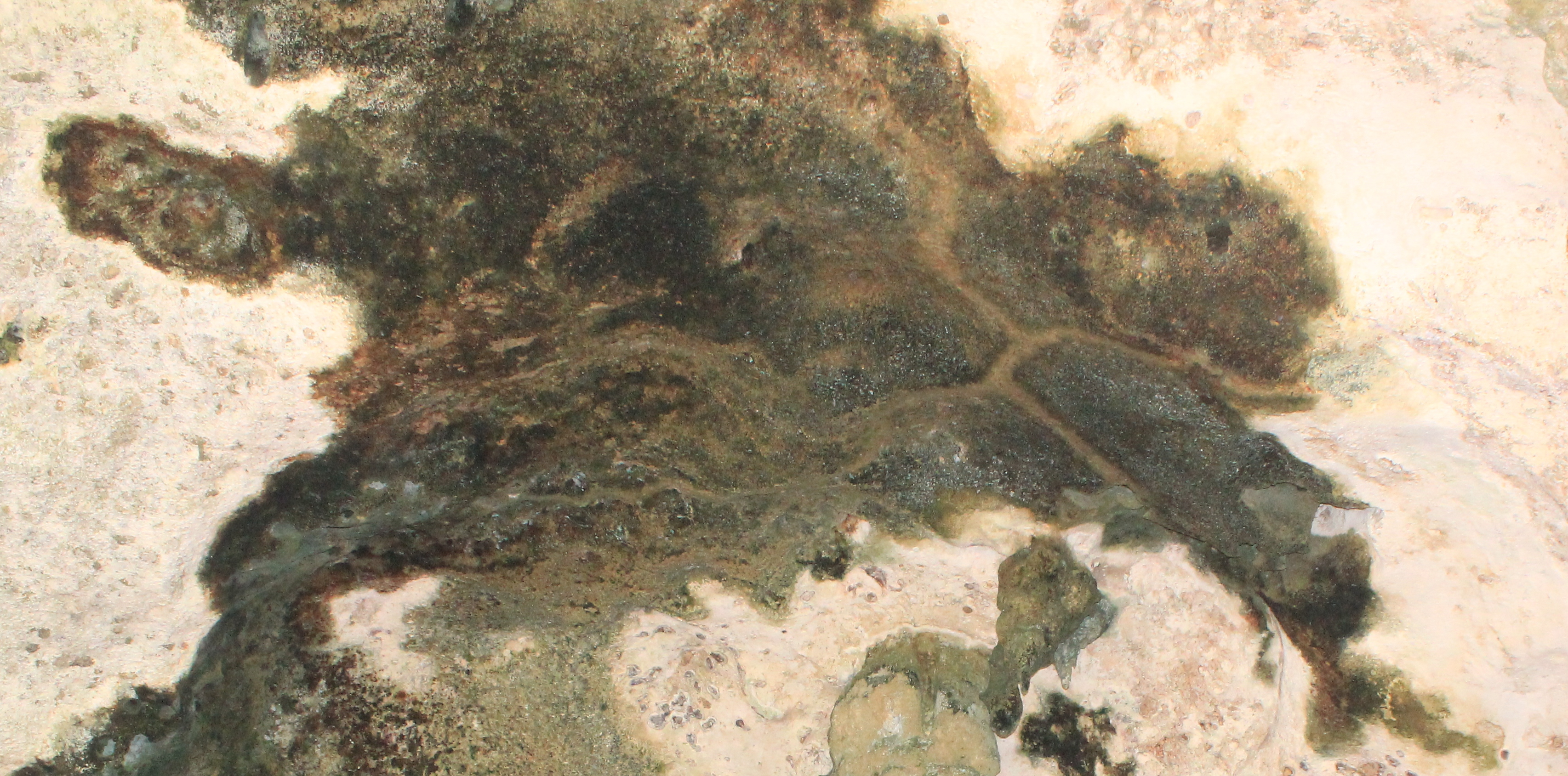
타본 동굴 왼쪽 벽면을 따라 있는 짙은 얼룩
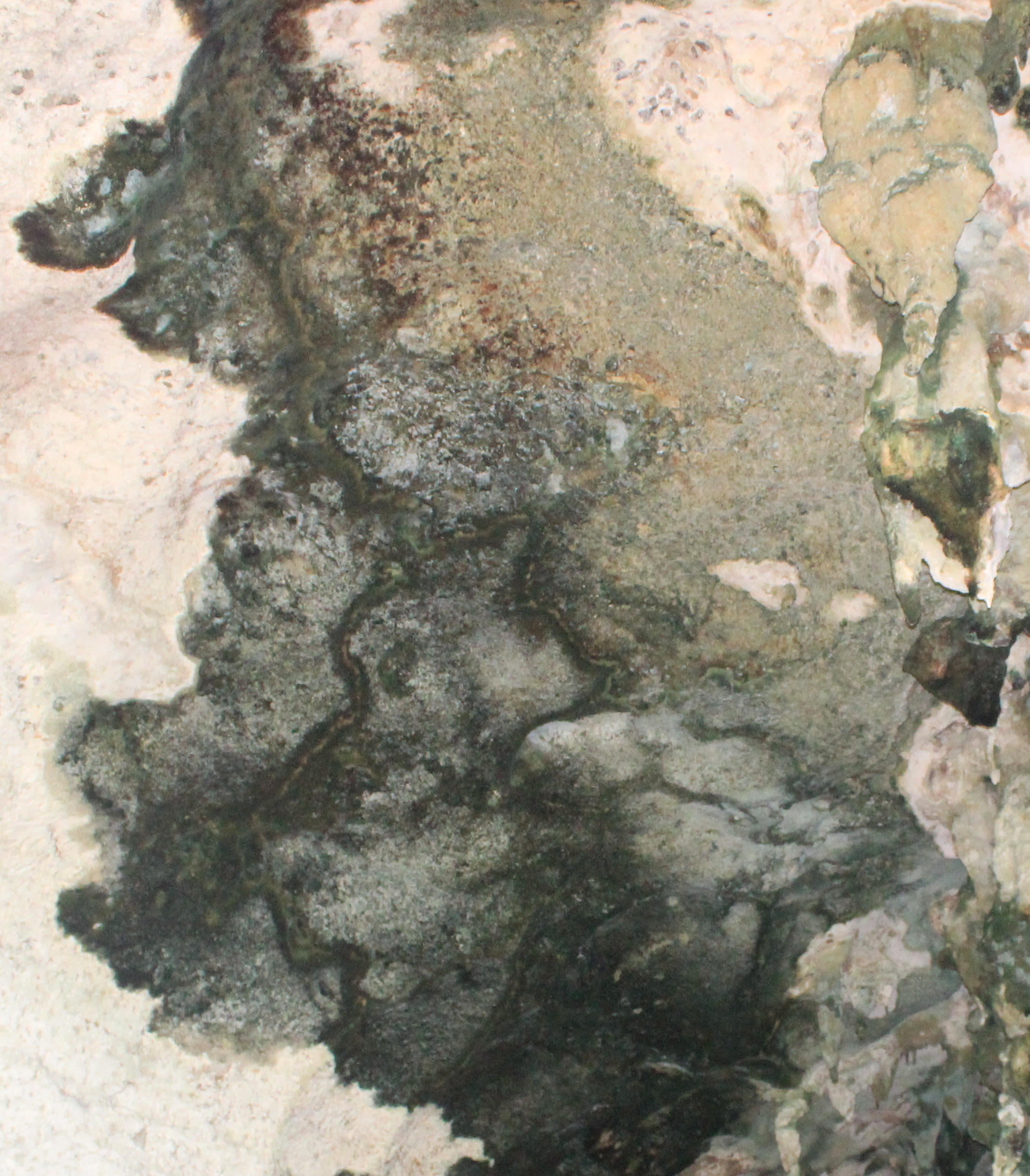
타본 동굴 중각에서 왼쪽 벽으로 뻗은 짙은 얼룩